# 레페 (스페인)
레페(스페인어: Lepe)는 스페인 안달루시아 지방 우엘바 주에 위치한 도시로 면적은 129km2, 높이는 18m, 인구는 25,886명(2009년 기준), 인구 밀도는 200명/km2이다. 포르투갈 국경과 가까운 지점에 위치한다.

시기
시 문장